# Geurende wasplaat
De geurende wasplaat (Cuphophyllus russocoriaceus) behorend tot de familie Hygrophoraceae. Hij leeft saprotroof op de grond. Hij komt voor in schrale graslanden, aan dijken en in wegbermen op zwak zure tot basische, zandige en kleiïge bodems, het meest in duingraslanden. De zwam produceert vruchtlichamen van augustus tot november.

## Kenmerken

### Uiterlijke kenmerken
Hoed
De hoed heeft een diameter van 0,6 tot 2,5 cm. De vorm is jong halfbolvormig en wordt later uitgespreid en verzonken in het midden. Hij is enigszins hygrofaan; nat is het oppervlak glanzend met doorschijnende lamellen en een geribbelde rand. Droog is de hoed mat en zonder strepen. Het oppervlak is glad, wit, crème of ivoorkleurig, soms grijsbruin. De rand is scherp.
Lamellen
De lamellen zijn gelijkmatig en aflopend. De kleur is wit of crème.
Steel
De steel is 3 tot 6 cm lang en heeft een diameter van 3 tot 7 mm. De vorm is cilindrisch, taps toelopend naar de voet, soms gebogen. De steelvoet heeft soms een roze tint. De steel wordt na rijping hol. Het oppervlak is glad, droog, zijdeachtig glanzend en heeft dezelfde kleur als de hoed.
Geur
Het vlees is dun, roomkleurig en waterig. Deze wasplaat heeft een kenmerkende sterke aangename geur (cederhout, juchtleer of potloodslijpsel).
Sporenprint
De sporenprint is wit.

### Microscopische kenmerken
De basidia zijn (2) 4-sporig, cilindrisch tot half-spoelvormig, met een gesp aan de basis en meten 37-54 × 6-7,5(8,6) µm. De sporen onregelmatig ellipsoïde, sommige in het midden iets versmald, hyaliene en inamyloïde. Ze meten (6-)7,5-9(-10) × 4,5-5,5(-6) µm. Q-getal is tussen 1,2 en 1,9 met Q-avg is 1,6. Het lamelaire trama bestaat uit cilindrische tot licht gezwommen, kort vertakte elementen van 32,6 tot 102,9 μm lang en 6,1 tot 18,9 μm in diameter. De pileipellis is een ixocutis en wordt vaak met de leeftijd een cutis.

## Verspreiding
De geurende wasplaat komt wijdverspreid voor in Europa. In Nederland komt hij vrij algemeen voor maar in België zelden. Hij staat in beide landen op de rode lijst in de categorie 'Bedreigd'.

## Vergelijkbare soorten
Het sneeuwzwammetje (Cuphophyllus virgineus) onderscheidt zich door het gebrek aan geur. 